# Eucnide cordata
Eucnide cordata là một loài thực vật có hoa trong họ Loasaceae. Loài này được (Keller) Kellogg ex Curran mô tả khoa học đầu tiên năm 1855.